# ROC van Amsterdam
Het ROCvA is het Regionaal Opleidingencentrum van Amsterdam.

## Algemeen
Het ROCvA is een regionaal opleidingencentrum, een organisatie voor mbo, vmbo en volwassenenonderwijs in Amsterdam en omstreken. Met 36.000 leerlingen is het in deze regio de instelling met de meeste leerlingen.
Door scholenfusies is er in de regio Amsterdam vrijwel geen concurrentie voor deze instelling meer. Volgens het ROCvA is er een aanbod van meer dan 350 aan verschillende opleidingen. Het opleidingscentrum kent vier grote regionale vestigingen namelijk:
- Amsterdam
- Amstelland
- Gooi en Vechtstreek
- Schiphol

## Amsterdam
In deze vestiging zitten de Mbo-opleidingen in Amsterdam.
Op de Hubertus-vakschool in West wordt tweetalig onderwijs gegeven.

## Amstelland
In deze vestiging zitten de Mbo-opleidingen voornamelijk in Amstelveen.

## Gooi en Vechtstreek
In deze vestiging zitten de Mbo-opleidingen voornamelijk in Hilversum.
Deze vestiging is ontstaan door de overname van het toenmalige Dudokcollege door het ROC van Amsterdam. Het Dudokcollege bestond uit een aantal locaties binnen de regio Gooi en Vechtstreek die zijn samengebracht in een gebouw op de Arena bij NS station Hilversum Sportpark. Daarnaast hebben ze nog een aantal losse locaties op het Mediapark en in Bussum.

## Airport
In deze vestiging zitten de Mbo-opleidingen in voornamelijk Hoofddorp.
Een hangar op Schiphol fungeert als studiegelegenheid. Er staan gevechtsvliegtuigen als de F-16 Fighting Falcon, F-5 Freedom Fighter, F-104 Starfighter en diverse civiele vliegtuigen. Grenzend aan de hangar bevinden zich leslokalen. Hier worden zowel praktijk- als theorielessen gegeven. De leerlingen leren in de 'motorshop' hoe ze onderdelen van diverse soorten motoren moeten vervangen. Ook plaatwerken zit in het vakkenpakket. De opleiding wordt er zowel op WEB- als op PART-niveau gegeven. Een PART-diploma is Europees erkend.